# Цветан Димовски
Цветан Димовски (Горно Оризари, 5. април 1942.) српски је сликар који се бави и графичким обликовањем.

## Биографија
Цветан Димовски је завршио Академију примењене уметности 1965. и Академију ликовних уметности у Београду 1969. у класи професора Бошка Карановића. Код истог професора завршио је и постдипломске студије 1980. Од 1972. Димовски живи у Новом Саду. Самостално је излагао у Новом Саду, Скопљу, Куманову, Београду, Приштини, Дубровнику, Апатину, Вараждину и Љубљани.
Његове графике се одликују реминисценцијом на ренесансне принципе ликовног изражавања, присутне у радовима наглашених фигуративних обележја (Играчице, Жена са лоптом, Јутарњи догађај). Комбинује црно-беле и хроматске контрасте, истиче ироничне и карикатуралне елементе призора.